# پنگوئن صخره‌پر

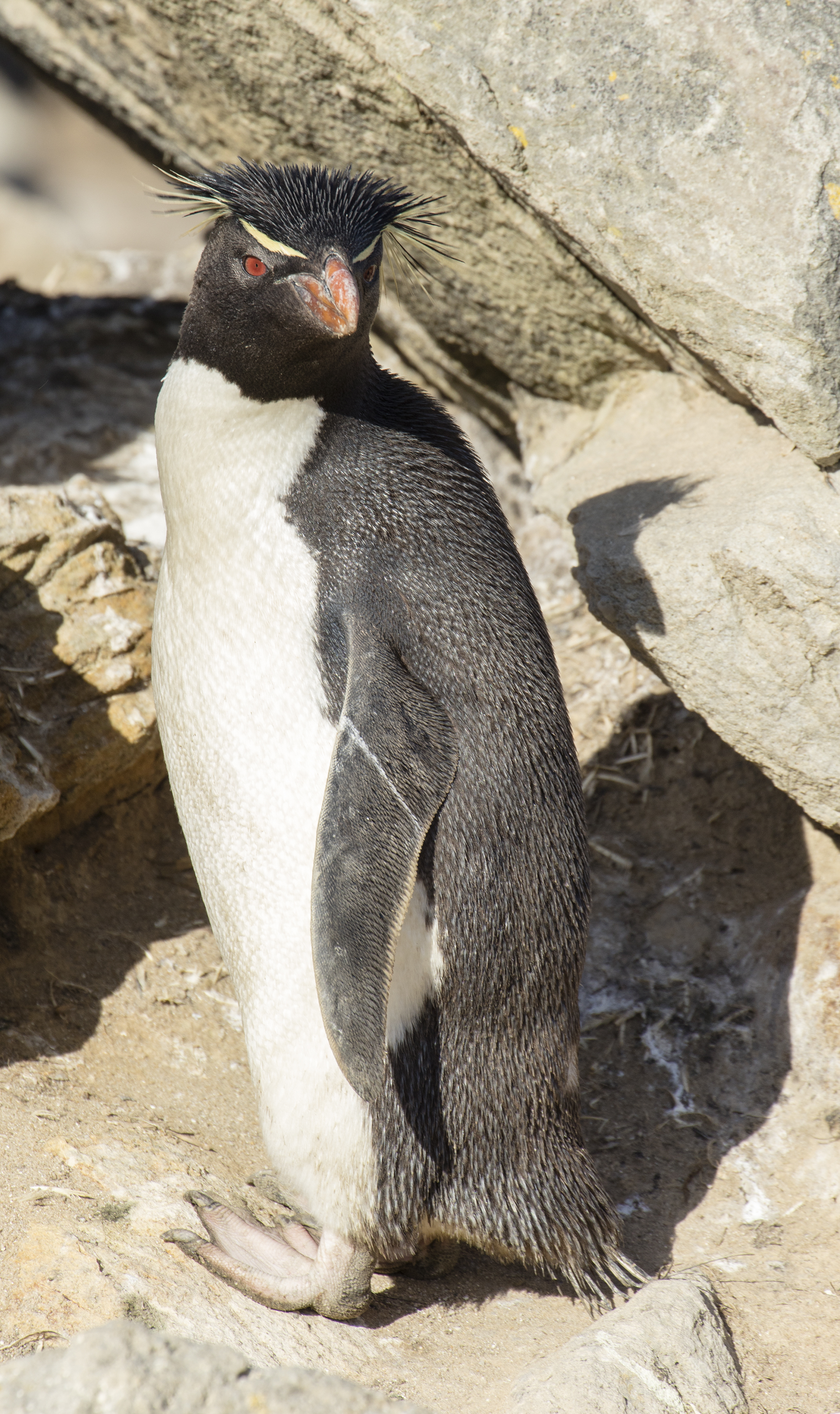
پنگوئن راک هاپر جنوبی، Eudyptes (chrysocome) chrysocome در نیو آیلند، جزایر فالکلند

پنگوئن‌های صخره‌پر (به انگلیسی: Rockhopper penguin) سه گونه از پنگوئن‌های کاکل‌دار هستند که به‌طور سنتی به‌عنوان یک گونه واحد در نظر گرفته می‌شوند و گاهی به سه گونه تقسیم می‌شوند.
همه کارشناسان دربارهٔ طبقه‌بندی این پنگوئن‌ها اتفاق نظر ندارند. برخی هر سه را به عنوان گونه‌های متمایز در نظر می‌گیرند، برخی فرم‌های غربی و شرقی را به پنگوئن صخره‌پر جنوبی تقسیم می‌کنند و صخره‌پر شمالی را متمایز نگه می‌دارند، در حالی که دیگر کارشناسان هر سه گونه بالقوه را یک گونه می‌دانند.

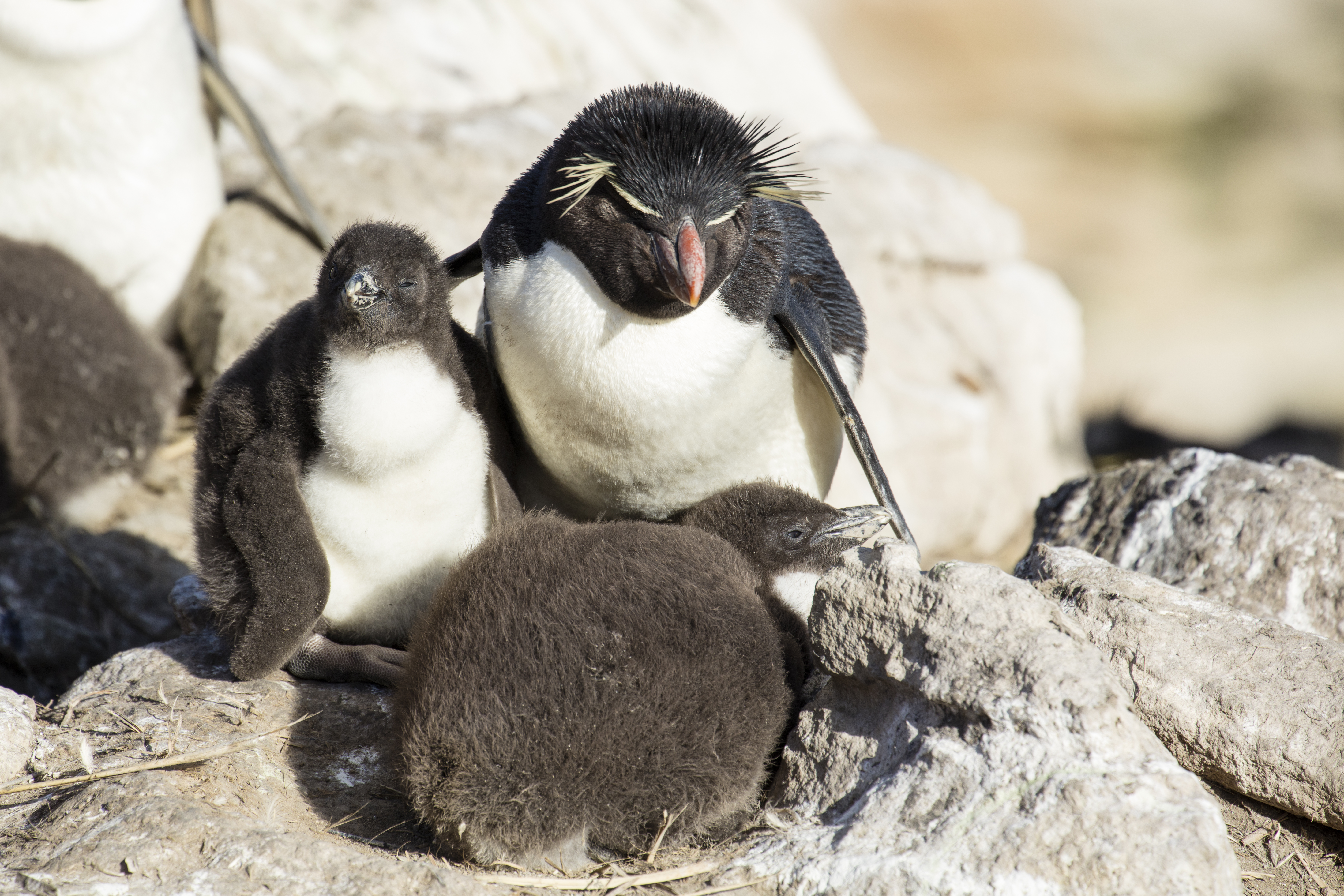
پنگوئن صخره‌پر با جوجه‌ها، جزیره نیو، جزایر فالکلند

## ظاهر کلی
پنگوئن‌های صخره‌پر (Eudyptes chrysocome) از گونه‌های کوچک‌تر پنگوئن هستند. پس از رسیدن به رشد کامل، ارتفاع آنها حدود ۲۰ اینچ یا ۵۰ سانتی‌متر است. نر و ماده را نمی‌توان از نظر دیداری تشخیص داد، بنابراین آزمایش DNA با گرفتن پر از پرنده برای تعیین جنسیت انجام می‌شود. مانند بسیاری از پنگوئن‌ها، پنگوئن‌های صخره‌پر نیز شکمی سفید دارند و بقیه بدنشان سیاه است. برخی از ویژگی‌هایی که آن‌ها را از پنگوئن‌های دیگر متمایز می‌کند، چشم‌های قرمز، منقار نارنجی، پردهٔ پاهای صورتی و پرهای سیخ‌دار زرد و سیاهی است که روی سر خود دارند. اگرچه پرهای سیخ‌دار زرد و سیاه آن‌ها را از دیگر پنگوئن‌ها متمایز می‌کند، جوجه‌های پنگوئن صخره‌پر آن را ندارند. این پرها با افزایش سن رشد می‌کنند. منقار نارنجی آنها در ابتدا سیاه است، اما با افزایش سن پنگوئن‌ها، منقار آنها نارنجی می‌شود. به دلیل محیط صخره‌ای خشن، آنها نمی‌توانند مانند اکثر پنگوئن‌ها روی شکم خود بلغزند، بنابراین برای رسیدن از یک مکان به مکان دیگر پرش می‌کنند و به همین دلیل نام آن‌ها این‌گونه نام‌گذاری شده است.
موهای زرد و سیاهی که در بالای سر خود دارند شبیه به پنگوئن ماکارونی (Eudyptes chrysolophus) است.

## زیرگونه‌ها
زیرگونه‌های این گروه عبارتند از:
- پنگوئن صخره‌پر جنوبی، Eudyptes (chrysocome) chrysocome.
- پنگوئن صخره‌پر شرقی، Eudyptes (chrysocome) filholi
- پنگوئن صخره‌پر شمالی، Eudyptes (chrysocome) moseleyi

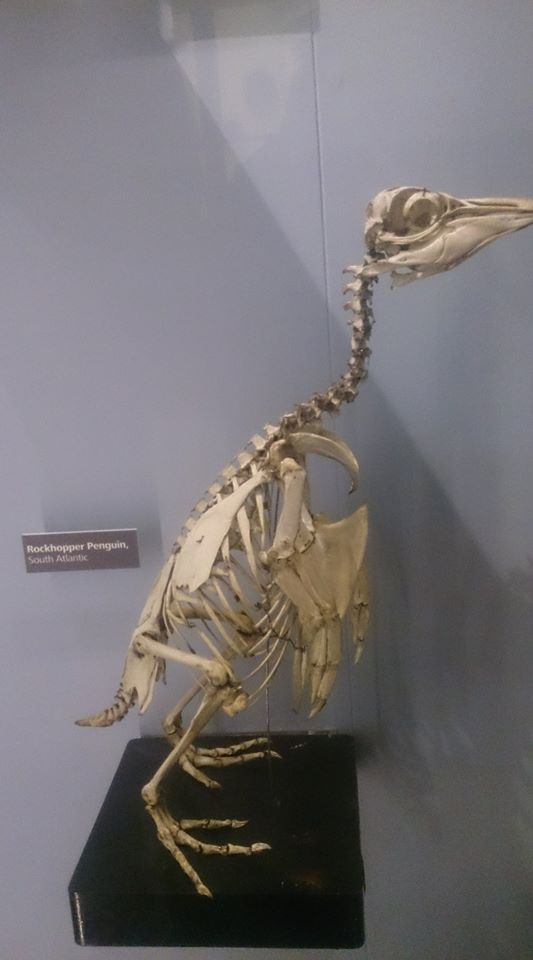
اسکلت پنگوئن صخره‌پر در موزه منچستر

## شکارگران
پنگوئن‌های بالغ صخره‌پر هیچ شکارگری در خشکی ندارند. آنها در دریا توسط فوک‌های پلنگی، فوک‌های خزپوش، نهنگ‌های قاتل و کوسه‌های آبی خورده می‌شوند. جوجه‌ها و تخم‌مرغ‌ها توسط بسیاری از پرندگان از جمله مرغ باران غول‌پیکر، اسکواها، نیام‌نوک‌ها و انواع کاکای‌ها خورده می‌شوند.

### نشت نفت
نشت نفت پس از زمینگیر شدن کشتی اولیویا (MS Oliva) در جزیره نایتینگل در سال ۲۰۱۱، منجر به نفتی شدن هزاران پنگوئن صخره‌پر شد. نشت نفت بسیاری از گونه‌های پنگوئن‌ها را از زمان تبدیل کشتی‌رانی از نیروی محرکه بادبانی و زغال‌سنگ به سوخت‌های مایع در آغاز سدهٔ بیستم تحت تأثیر قرار گرفته است.